# Gigantiops
Gigantiops is een geslacht van mieren, dat behoort tot de onderfamilie Formicinae.
De naam Gigantiops werd voor het eerst gepubliceerd door Julius Roger in 1863.
Enkele kenmerken van Gigantiops zijn de lange poten, het grote hoofd en de grote ogen van de werksters.

## Soorten
Het is een monotypisch geslacht; Gigantiops destructor is de enige soort in het geslacht. Gigantiops destructor werd oorspronkelijk beschreven in 1804 door Johann Christian Fabricius als Formica destructor. De soort komt voor in een deel van het Zuid-Amerikaans regenwoud rond de evenaar in Brazilië, Guyana, Suriname, Peru en Bolivia.